# Copenhagen Fertility Center
Copenhagen Fertility Center er en fertilitetsklinik i København stiftet 2004 af professor dr. med. Svend Lindenberg. 
Klinikken beskæftiger sig med reagensglasbefrugtning til behandling af barnløshed og udfører svangerskabsundersøgelser. I forbindelse med klinikken er der desuden forskning i barnløshed.
I dag samarbejder Copenhagen Fertility Center med ISMAAR (International Society for Mild approach in Artificial Reproduction) for at udvikle bedre IVM resultater og mere skånsomme metoder til fertilitetsbehandlinger. 
Copenhagen Fertility Center er Danmarks største fertilitetsklinik med 15 % af alle fertilitetsbehandlinger i Danmark og 30 % af alle private behandlinger.
Fertilitetsklinikken har i år modtaget forskningsstøtte fra Foreningen af Speciallæger (FAS), til projekt om mulige nedsat fertilitet hos astma patienter ved læge Elisabeth Gade. "Støtte til samarbejde mellem praksis og offentlige sygehus. 
Copenhagen Fertility Center har siden 2006 været involveret i 12 videnskabelige projekter godkendt af Den Videnskabsetiske komité.